# Shanglong Building
Shanglong Building é um arranha-céu, actualmente é o 157º arranha-céu mais alto do mundo, com 228 metros (748 ft). Edificado na cidade de Shenzhen, República Popular da China, foi concluído em 2004 com 50 andares.